# 2025年の台風
2025年の台風（2025ねんのたいふう、太平洋北西部および南シナ海で発生した熱帯低気圧）のデータ。データは基本的に日本の気象庁の情報に基づき、気象庁が熱帯低気圧としていない一部のものについては、合同台風警報センター (JTWC) のみに準拠する

## 月別の台風発生数
| 1月 | 2月 | 3月 | 4月 | 5月 | 6月 | 7月 | 8月 | 9月 | 10月 | 11月 | 12月 | 年間 |
| --- | --- | --- | --- | --- | --- | --- | --- | --- | ---- | ---- | ---- | ---- |
|     |     |     |     |     | 2   | 7   | 2   |     |      |      |      | 11   |

## 台風に分類されている熱帯低気圧

### 台風1号（ウーティップ）
202501・01W
6月11日午前9時、気象庁は台風1号が南シナ海上で発生したと報道した。これは、統計史上5番目に遅い台風1号発生となる。
JTWCは6月14日9時ごろに、台風1号（ウーティップ）がカテゴリー１の台風に昇格したと発表した。
台風はその後、同日15時頃に広東省湛江市付近に上陸し、翌日3時に熱帯低気圧に降格した。

### 台風2号（セーパット）
202502・02W
6月23日9時、気象庁は台風2号が小笠原近海で発生したと報道した。
台風2号は、25日(水)3時に伊豆諸島近海で熱帯低気圧に変わった。
※「セーパット(Sepat)」はマレーシアが提案した名称で、淡水魚の名前を意味する単語である。

### 台風3号（ムーン）
202503・04W
気象庁は、7月3日3時頃南シナ海上で、台風3号が発生したと発表した。

### 台風4号（ダナス）
202504・05W
気象庁は、7月5日3時頃南シナ海上で、台風4号が発生したと発表した。その後台風は急速に発達していき7月6日の午前9時には、暴風域を伴い同日15時には、強い勢力に達した。その勢力のまま南シナ海上を北上し、台湾中部に上陸した。台風は上陸後は急速に衰え7日9時に暴風域が消滅。9日6時頃に中国の温州市付近に上陸し、9時に熱帯低気圧となった。

### 台風5号（ナーリー）
202505・06W

気象庁は、7月13日3時頃小笠原近海で、台風5号が発生したと発表した。気象庁によると、台風５号は、7月15日午前2時北海道襟裳岬付近に上陸した。同日午前9時頃、オホーツク海にて温帯低気圧になった。北海道庁総務課危機対策局危機対策課によれば、鉄道が4本程度の運休、道路が3つほど通行止めになるという軽微な被害が報告された。

### 台風6号（ウィパー）
202506・09W

気象庁は、7月18日午前3時頃、フィリピン東海上で、台風6号が発生したと発表した。

### 台風7号（フランシスコ）
202507・10W

気象庁は、7月23日午前9時頃、フィリピン東海上で、台風7号が発生したと発表した。

### 台風8号（コメイ）
202508・11W
気象庁は、7月23日午後9時頃、南シナ海上で、台風8号が発生したと発表した。JTWCは、7月27日午前9時、熱帯低気圧となったコメイは沖縄上空で、24時間以内に再度トロピカルストームの勢力に達する可能性が高いと再評価した。気象庁は7月27日午後9時の実況で熱帯低気圧から再度台風の勢力を満たしたとして、平成30年台風第28号以来となる台風への再発達を発表した。その後、中国の華中で7月31日(木)9時に熱帯低気圧に変わり、低気圧として前線を伴って日本海を通過した。
※「コメイ(Co-may)」はベトナムが提案した名称で「草の名前」を意味する単語である。

### 台風9号（クローサ）
202509・12W
気象庁は、7月24日正午頃、南シナ海上で、台風9号が発生したと発表した。
そして、7月26日15時には、大型な台風になったと気象庁は発表した。その後暴風域を伴いさらに発達を続けた。その後、徐々に衰弱しながらも、関東にかなり接近して、台風9号は、4日(月)15時に日本のはるか東で温帯低気圧に変わった。
※「クローサ(Krosa)」はカンボジアが提案した名称で「鶴」を意味する単語である。

## 気象庁が台風と分類しなかった熱帯低気圧

### TD03W
6月24日に気象庁の天気図に記載された。JTWCはこの熱帯低気圧に対して、6月25日の午後3時に熱帯低気圧番号を付与した。

### SD07W
7月11日ごろに、気象庁の天気図に記された。もともと、気象庁の天気図は上では台風4号と同じ低圧部のまとまりとして記されていたが、台風4号が台湾の西側を北上する過程で、低圧部が2つに分離して、低圧部の東側の半分が別の熱帯低気圧となった。JTWCは7月13日に、該当する熱帯低気圧を亜熱帯低気圧（=Sub Tropical Depression）と定義して発表した。7月14日午前6時に九州南部に上陸した。

### TS08W
JTWCが、7月14日0時に小笠原諸島の上空に熱帯低気圧が発生したと発表した。その６時間後には、トロピカル・ストームの勢力へ至ったと発表した。

### TD01C（イオナ）
JTWCが、8月2日15時にハリケーン・イオナだった熱帯低気圧が日付変更線を超えてアメリカ大気庁の監視外に出たと発表した。

## 各熱帯低気圧の影響
| 台風・ 熱帯低気圧 | 名称           | 期間           | 大きさ・ 強さ      | 階級 | 最大風速     | 最低気圧 | 影響地域                                       | 被害額（百万ドル）  | 死者・行方不明者数(人) | 出典   |
| ----------------- | -------------- | -------------- | ------------------ | ---- | ------------ | -------- | ---------------------------------------------- | ------------------- | ---------------------- | ------ |
| TD                | -              | 2/11 - 2/17    | -                  | TD   | -            | 1006hPa  | (ベトナム)                                     | -                   | -                      |        |
| 台風1号・01W      | ウーティップ   | 6/11 - 6月15日 | -                  | STS  | 30m/s(60kt)  | 980hPa   | 中国、ベトナム、カンボジア、ラオス、フィリピン | 少なくとも100万ドル | 17                     | [ 16 ] |
| 台風1号・01W      | ウーティップ   | 6/11 - 6月15日 | -                  | TY   | 35m/s(65kt)  | 979hPa   | 中国、ベトナム、カンボジア、ラオス、フィリピン | 少なくとも100万ドル | 17                     | [ 16 ] |
| TD                | （オーリング） | 6/11 - 6/13    | -                  | TD   | 13m/s(25kt)  | 1002hPa  | -                                              | 軽微                | 1                      | [ 16 ] |
| TD                | （オーリング） | 6/11 - 6/13    | -                  | TD   | 13m/s(25kt)  | 1004hPa  | -                                              | 軽微                | 1                      | [ 16 ] |
| 台風2号・02W      | セーパット     | 6/22 - 6/25    | -                  | TS   | 18m/s(35kt)  | 1004hPa  | （日本）                                       | -                   | -                      |        |
| 台風2号・02W      | セーパット     | 6/22 - 6/25    | -                  | TS   | 20m/s(40kt)  | 1000hPa  | （日本）                                       | -                   | -                      |        |
| TD・03W           | -              | 6/24 - 6/26    | -                  | TD   | -            | 1004hPa  | (中国)                                         | -                   | -                      |        |
| TD・03W           | -              | 6/24 - 6/26    | -                  | TD   | -            | 1004hPa  | (中国)                                         | -                   | -                      |        |
| 台風3号・04W      | ムーン         | 7/3 - 7/7      | -                  | STS  | 25m/s(50kt)  | 990hPa   | （小笠原諸島）                                 | -                   | -                      |        |
| 台風3号・04W      | ムーン         | 7/3 - 7/7      | -                  | TS   | 25m/s(50kt)  | 982hPa   | （小笠原諸島）                                 | -                   | -                      |        |
| 台風4号・05W      | ダナス         | 7/5 - 7/11     | 強い               | TY   | 35m/s(65kt)  | 970hPa   | 台湾・中国本土                                 | 少なくとも112万ドル | 7人                    |        |
| 台風4号・05W      | ダナス         | 7/5 - 7/11     | 強い               | TY   | 45m/s(100kt) | 954hPa   | 台湾・中国本土                                 | 少なくとも112万ドル | 7人                    |        |
| 台風5号・06W      | ナーリー       | 7/12 - 7/15    | -                  | STS  | 25m/s(35kt)  | 985hPa   | 小笠原諸島・日本・北海道南部                   | 軽微                | -                      |        |
| 台風5号・06W      | ナーリー       | 7/12 - 7/15    | -                  | TS   | 25m/s(35kt)  | 983hPa   | 小笠原諸島・日本・北海道南部                   | 軽微                | -                      |        |
| SD・07W           | -              | 7/12 - 7/14    | -                  | TD   | -            | 992hPa   | 日本                                           | 軽微                | 21人                   |        |
| SD・07W           | -              | 7/12 - 7/14    | -                  | SD   | 15m/s(30kt)  | 993hPa   | 日本                                           | 軽微                | 21人                   |        |
| TS08W             | -              | 7/14 - 7/17    | -                  | -    | -            | -        | （日本）                                       | -                   | -                      |        |
| TS08W             | -              | 7/14 - 7/17    | -                  | TS   | 20m/s(40kt)  | 1000hPa  | （日本）                                       | -                   | -                      |        |
| 台風6号・09W      | ウィパー       | 7/18 - 7/23    | -                  | STS  | 30m/s(60kt)  | 970hPa   | 海南島                                         | 少なくとも400万ドル | 41人                   |        |
| 台風6号・09W      | ウィパー       | 7/18 - 7/23    | -                  | TY   | 35m/s(65kt)  | 970hPa   | 海南島                                         | 少なくとも400万ドル | 41人                   |        |
| 台風7号・10W      | フランシスコ   | 7/23 - 7月25日 | -                  | TS   | 23m/s(55kt)  | 990hPa   | 台湾・中国本土                                 | 不明                | 不明                   |        |
| 台風7号・10W      | フランシスコ   | 7/23 - 7月25日 | -                  | TS   | 20m/s(40kt)  | 987hPa   | 台湾・中国本土                                 | 不明                | 不明                   |        |
| 台風8号・11W      | コメイ         | 7/23 - 現在    | 強い               | TY   | 35m/s(65kt)  | 975hPa   | フィリピン・台湾・沖縄                         | -                   | 不明                   |        |
| 台風8号・11W      | コメイ         | 7/23 - 現在    | 強い               | TY   | 35m/s(70kt)  | 974hPa   | フィリピン・台湾・沖縄                         | -                   | 不明                   |        |
| 台風9号・12W      | クローサ       | 7/24 - 現在    | 大型・強い         | TY   | 40m/s(75kt)  | 965hPa   | グアム                                         | -                   | 不明                   |        |
| 台風9号・12W      | クローサ       | 7/24 - 現在    | 大型・強い         | TS   | 40m/s(80kt)  | 964hPa   | グアム                                         | -                   | 不明                   |        |
| TD13W             | -              | 7/31 -         | -                  | TD   | 15m/s(30kt)  | 1000hPa  |                                                | -                   | -                      |        |
| TD13W             | -              | 7/31 -         | -                  | TD   | 15m/s(30kt)  | 1000hPa  |                                                | -                   | -                      |        |
| TD                | -              | 8/1 -          | -                  | TD   | -            | 996hPa   |                                                | -                   | -                      |        |
| TD                | -              | 8/1 -          | -                  | TD   | 10m/s(20kt)  | 1002hPa  |                                                | -                   | -                      |        |
| TD01C             | イオナ         | 8/2 -          | 発達した熱帯低気圧 | TD   | 15m/s(30kt)  | 1008hPa  | （ハワイ）・ウェーク島                         | -                   | -                      |        |
| TD01C             | イオナ         | 8/2 -          | 発達した熱帯低気圧 | TD   | 15m/s(30kt)  | 1008hPa  | （ハワイ）・ウェーク島                         | -                   | -                      |        |
|                   |                |                |                    |      |              |          |                                                |                     |                        |        |

- 「期間」は熱帯低気圧として存命した期間を表す。台風が熱帯低気圧に変わった場合、熱低化から消滅までの期間も含む。
- 「階級」は気象庁が示す国際分類で、TD=トロピカル・デプレッション、TS=トロピカル・ストーム、STS=シビア・トロピカル・ストーム、TY=タイフーンである。STY=スーパータイフーンは、合同台風警報センター（JTWC）の分類で、タイフーンのうち最大風速が130kt（約65m/s、1分間平均）以上のもの。
- 合同台風警報センター（JTWC）の表記のうち、MD=モンスーン・ディプレッション（モンスーン型の熱帯低気圧）、WV=トロピカル・ウェーブ（高気圧の縁に出来る熱帯の波）、DB=トロピカル・ディスターバンス（熱帯擾乱）、DS=ディスィペインティング（散逸擾乱）、IN=インランド（地形性低気圧）、SD=サブ・トロピカル・ディプレッション（亜熱帯低気圧）、SS=サブ・トロピカル・ストーム（亜熱帯性台風）、EX=エクストラ・トロピカル・システムズ（温帯低気圧またはそれに準ずるもの）をそれぞれ表す。このうちWV,DBはLPA（低圧部）に属し、MD、SDは熱帯低気圧に属する。
- なお、米軍の2025年の最終事後解析は2026年8月31日に公開される予定の資料を出典にて明記する。
- 上段は気象庁の情報、下段はJTWCの情報である。

## 日本に上陸または通過した台風の影響
| 台風・ 熱帯低気圧 | 名称     | 期間        | 警報レベル | 暴風   | 波浪   | 高潮   | 大雨   | 影響地域   |
| ----------------- | -------- | ----------- | ---------- | ------ | ------ | ------ | ------ | ---------- |
| 台風5号           | ナーリー | 7/12 - 7/16 | レベル３   | 注意報 | 注意報 | 警報   | 警報   | 北海道南部 |
| 台風8号           | コメイ   | 7/23 - 現在 | レベル３   | 注意報 | 警報   | 注意報 | 注意報 | 沖縄県     |
|                   |          |             |            |        |        |        |        |            |